# Josef Kratochvíl (teolog)
Josef Kratochvíl (18. března 1876 Oslavice – 6. května 1968 Brno) byl moravský římskokatolický duchovní, papežský prelát, kapitulní vikář brněnské diecéze, děkan a první prelát Královské stoliční kapituly u sv. Petra a Pavla v Brně.

## Životopis
Studoval bohosloví v Brně, na kněze byl vysvěcen v roce 1900. Po vysvěcení působil jako kaplan v Boskovicích, později v kostele svaté Maří Magdaleny v Brně. Od roku 1904 byl kaplanem v petrovském dómě a vyučoval náboženství. V letech 1910–1914 studoval práva a teologii v Římě, kde získal titul doktora teologie. Po návratu z římských studií zastával funkci biskupského sekretáře.
V roce 1924 ho brněnský biskup Norbert Klein jmenoval kanovníkem královské stoliční kapituly v Brně a také biskupským kancléřem.
V roce 1939 byl zatčen jako rukojmí v akci Abrecht der Erste a vězněn v Brně na Špilberku. Vzhledem ke svému věku byl spolu s nejstaršími zatčenými rukojmími po několika týdnech propuštěn. Po úmrtí sídelního biskupa Josefa Kupky v roce 1941 byl jmenován kapitulním vikářem brněnské diecéze. Tuto funkci vykonával až do poválečného jmenování nového biskupa Karla Skoupého v roce 1946. Poté, co byl tento biskup komunistickými orgány internován a nemohl vykonávat biskupskou službu, zastával Josef Kratochvíl od roku 1953 až do své smrti funkci kapitulního vikáře opět.
Zemřel 6. května 1968, poslední rozloučení se konalo o týden později v brněnské katedrále. Pohřben byl na Ústředním hřbitově v Brně. 